# Shūichi Katō (homme politique)
Pour les articles homonymes, voir Shūichi Katō.
Shūichi Katō (加藤 修一, Katō Shūichi), née le 28 septembre 1947 est une personnalité politique japonaise du Kōmeitō, membre de la Chambre des conseillers de la Diète japonaise (législature nationale). Né à Tanno en Hokkaidō, il est diplômé de l'Université de technologie de Kitami et obtient un Ph.D de  l'université de Hokkaidō. Il est élu pour la première fois en 1995 à la Chambre des conseillers en tant que membre du Parti de la nouvelle frontière.